# Pudelpointer
Pudelpointer es una raza especialmente versátil de perro de caza.  Se trata de una raza a partir de un cruce entre el caniche (poodel) alemán y el pointer inglés.

## Apariencia
El peso de la raza se encuentra entre 20 y 30 kg y su altura hasta los hombros entre  53 y 66 cm y su manto suele ser de color hígado, nuez y ocasionalmente negro con un pelo duro, tieso y denso que mudan poco.

## Historia
En 1881, un criador alemán, el Barón von Zedlitz comenzó a trabajar para producir su perro de muestra, rastreo y cobro ideal, tanto como perro de agua como para la caza en suelo.
A partir de siete caniches seleccionados y más de 100 pointers diferentes, desarrolló el Pudelpointer. El primer semental fue Tell, un pointer inglés que perteneció al Kaiser Federico III y la primera hembra, una perra cazadora caniche de nombre Molly y que perteneció a Hegewald, un conocido escritor de novelas con perros de caza.
El objetivo era producir un perro fácil de entrenar, inteligente y al que le encantara el agua y el cobro de presas, como el poodle y al que se le añadiera un gran deseo de caza con un gran instinto y un olfato excelente, como el pointer inglés, siendo además una gran compañía en casa.
La raza caniche tenía una genética más fuerte, así que debieron utilizarse muchos más pointers para conseguir el perro equilibrado deseado. Se utilizó una mezcla de 11 caniches y 80 pointers durante los primeros 30 años para conseguir resultados óptimos.
La raza se introduce en América del Norte en 1956 gracias a Bodo Winterhelt, quien hasta la fecha ha sido uno de los máximos mantenedores del estándar de la raza. Su Winterhelle Kennel fue el fundador de la raza en Norteamérica. En 1977, Winterhelt fundó el Pudelpointer Club of North America en Canadá.
Nunca ha sido una raza popular ni bien conocida, sin embargo está comenzando a ganar notabilidad entre los cazadores. En Alemania su estándar es muy rígido y debe pasar un test en campo y agua para ser reconocido oficialmente como Pudelpointer.